# جرجي طربيه
جرجي طربيه أو  جورج طربيه  واسمه الكامل جرجي أنطونيوس طربيه (1946-2020) حاصل على درجة الدكتوراه في اللغة العربية وآدابها من جامعة القديس يوسف في بيروت عام 1980، ودكتوراه دولة من ذات الجامعة عام 1984. قام بتأليف أكثر من 40 كتاباً خلال حياته ونال شارة الأرز الذهبية من الجامعة اللبنانية الثقافية في العالم، بالإضافة للعديد من الدروع والتكريمات.

## حياته
ولد جرجي طربيه في قضاء البترون في مدينة تنورين عام 1946، وحصل على درجة الماجستير في اللغة العربية وآدابها من الجامعة اللبنانية عام 1971  ثم حصل على درجة الدكتوراه في اللغة العربية وآدابها من جامعة القديس يوسف في بيروت عام 1980، ومن بعدها حصل على شهادة دكتوراه دولة في الآداب العالمية عام 1984.
شغل الأديب جرجي طربيه منصب أستاذ الحضارة والأدب والنقد منذ عام 1980 حتى وفاته عام 2020 وكان أحد أعضاء لجنة الدكتوراه في الجامعة اللبنانية. كما أسس حركة الطلاب المستقلين عام 1968. كما ساهم الأديب بتأسيس ثانوية تنورين الرسمية، وشغل مقام المدير لها عام 1971،  تولى رئاسة تحرير المجلة التربوية اللبنانية عام 1979.
شارك البروفيسور طربيه خلال حياته بتأسيس رابطة الأساتذة المتقاعدين في الجامعة اللبنانية.
كتب الأديب كلمات نشيد الجامعة اللبنانية وتلقى تكريماً فيها. عمل الأديب بكتابة أكثر من 40 كتاباً وعشرة دواوين شعرية، كما تلقى عديد من التكريمات والدروع خلال حياته.كان رئيساً لوفد «الملتقى الثقافي للحوار اللبناني-العالمي» عام 2007.
توفي الأديب في 28 يناير 2020 
أُنشئت جائزة في لبنان تحمل اسمه لتكريمه وتسمى «جائزة البروفسور جورج طربيه للثقافة والإبداع» 

## مؤلفات الأديب
| عنوان الديوان الشعري      | دار النشر                | سنة النشر | رابط الوصول |
| ------------------------- | ------------------------ | --------- | ----------- |
| حديقة السلطان             |                          | 1986      |             |
| عاشقا حوريات البحور السبع |                          | 1986      | [ 10 ]      |
| القبطان                   |                          | 1986      |             |
| شهادات أمام محكمة القرن   | عمشيت : مركز كرم للطباعة | 1986      | [ 11 ]      |
| زائرة الليل الليلكي       |                          | 1990      | [ 12 ]      |
| ابتهالات إلى أميرة القرى  |                          | 2001      | [ 13 ]      |
| مكاشفات العراف            |                          | 2001      | [ 14 ]      |
| حديقة الرخام              |                          | 2007      | [ 15 ]      |

### الكتب
| عنوان الكتاب                                                                                                 | دار النشر                               | سنة النشر | رابط الوصول |
| --- | --------------------------------------- | --------- | ----------- |
| الوجدية وآثارها في الأندلس: بحث في الآساطير والخرافات والغيبيات الآندلسية                                    | دار الكتاب اللبناني : مكتبة المدرسة     | 1983      | [ 16 ]      |
| التعصب العنصري والديني في الأندلس وانعكاساته على الأدب والأساطير                                             | ج.أ. طربيه                              | 1984      | [ 17 ]      |
| الوجدية وأثرها في جذور المجتمع العربي: بحث في الأساطير والأوهام والخرافات والغيبيات                          | مطابع المتني                            | 1986      | [ 18 ]      |
| التعصب العنصري والديني في الأندلس                                                                            | غير محدد                                | 1986      | [ 19 ]      |
| مدخل إلى ادب الجاهلية وعصر النهضة : المعلقات، الملحمة، المسرح                                                | بيروت : فؤاد بيبان وشركاه               | 1987      | [ 20 ]      |
| وجوه الشبه بين لبنان والأندلس، والعبرمن الأمس لإضاءة المستقبل اللبناني                                       | ج.أ. طربيه                              | 1987      | [ 21 ]      |
| نقولا سعادة: الباحث المقارن وداعية السلام الادبي وتأثرات اندلسية، حياتية وادبية بعرب المشرق                  | غير محدد                                | 1988      | [ 22 ]      |
| مبدعون من لبنان والعالم: مارون عبود، جورجي امادو، خليل حاوي وشعراء من قدامى معهد الرسل بمناسبة يوبيله الذهبي | غير محدد                                | 1992      | [ 23 ]      |
| الضرائب على الدخل في لبنان: النظام الجديد 1997: دارسة مقارنة                                                 | دار النهار للنشر                        | 1997      | [ 24 ]      |
| سلسلة ندوات الملتقى الثقافي في تنورين وجبيل: ثلاثة أجزاء جامعة لأكثر من ستين ندوة /                          | الملتقى                                 | 1994-1998 | [ 25 ]      |
| جورج طربيه: شاعرا وجوديا بأقلام عارفة                                                                        | غير محدد                                | 2001      | [ 26 ]      |
| سلسلة ندوات الملتقى الثقافي للحوار اللبناني العالمي الموسوعية: الجزء الخامس وعشرون                           | الملتقى الثقافي للحوار اللبناني العالمي | 2017      | [ 27 ]      |

### القصائد للكاتب
- نشيد الجامعة اللبنانية
- قصائد من العالم المرئي
- زائرة الليل الليلكي

## التكريمات
حصد البروفيسور خلال حياته العديد من التكريمات منها:
- وسام الاستحقاق اللبناني [28]
- شارة الأرز الذهبية من الجامعة اللبنانية الثقافية في العالم
- كرّمته بلدية تنورين.[29]
- كرّمته المجلس الأعلى للثقافة في الكويت.
- النجمة الذهبية من بريطانيا العظمى

## الهوامش
1. ↑  أطروحة التخرج من جامعة القديس يوسف